# Ангел Алексиев
Ангел Алексиев е български революционер, деец на Вътрешната македоно-одринска революционна организация.

## Биография
Ангел Алексиев е роден на 21 май 1881 година в дебърското село Банища, Османска империя. След завършването на основното си образование работи като дюлгерин. През 1903 година се присъединява към ВМОРО и влиза в четата на Максим Ненов заедно със съселяните си Ристо и Илия Исаеви. Загиват с цялата чета на връх Чавките в планината Голак на 29 май 1903 година.